# Hlboké nad Váhom
Hlboké nad Váhom (in ungherese Alsómélyesd, in tedesco Chloweck am Waag) è un comune della Slovacchia facente parte del distretto di Bytča, nella regione di Žilina.

## Storia
Sorto nel 1961 in seguito all'unione dei comuni di Dolné Hlboké e Horné Hlboké, è citato per la prima volta nel 1347. Appartenne ai feudatari locali Holbokay per poi passare ai Hrabovszkyi. Nel 1598 passò ai Signori di Hričov e poi alla città di Bytča.